# México Sesenta y Ocho
México Sesenta y Ocho är en ort i Mexiko.   Den ligger i kommunen Caborca och delstaten Sonora, i den nordvästra delen av landet, 1 800 km nordväst om huvudstaden Mexico City. México Sesenta y Ocho ligger 216 meter över havet och antalet invånare är 114.
Terrängen runt México Sesenta y Ocho är platt. Runt México Sesenta y Ocho är det mycket glesbefolkat, med 6 invånare per kvadratkilometer. Närmaste större samhälle är Siempre Viva, 6,1 km söder om México Sesenta y Ocho. Omgivningarna runt México Sesenta y Ocho är i huvudsak ett öppet busklandskap.